# Mete Gazoz
Mete Gazoz (* 8. června 1999 Istanbul) je turecký lukostřelec. Závodí od roku 2010 a v roce 2013 debutoval v reprezentaci. Jeho otec Metin Gazoz byl také lukostřelcem.

## Životopis
V roce 2013 se stal vicemistrem světa kadetů v soutěži družstev. Na mistrovství Evropy v lukostřelbě v roce 2016 získal stříbrnou medaili a byl šestnáctifinalistou Letních olympijských her 2016. Vyhrál Středomořské hry v roce 2018 a na světovém šampionátu v halové lukostřelbě získal v tomto roce stříbrnou medaili mezi juniory. Vyhrál dva závody světového poháru (v Berlíně 2018 a 2019).
Na olympiádě 2020 získal pro Turecko první olympijské vítězství v lukostřelbě, když ve finále soutěže jednotlivců porazil Itala Maura Nespoliho 6:4. Na mistrovství světa v lukostřelbě v roce 2021 získal s tureckým družstvem bronzovou medaili.
V roce 2024 se stal prvním lukostřelcem na světě, který je zároveň olympijským vítězem a držitelem titulů mistra světa a mistra Evropy.

## Zajímavosti
Součástí Gazozova tréninku před olympiádou byl také basketbal a plavání, které mu posílilo ramena, a malování a hra na klavír, jimiž si zlepšil koordinaci očí a rukou.